# Моржик тихоокеанський
Моржик тихоокеанський (Synthliboramphus scrippsi) — вид морських птахів родини алькових (Alcidae).

## Поширення
Птах поширений на сході Тихого океану біля узбережжя штату Каліфорнія (США) та Каліфорнійського півострова (Мексика). Гніздиться на островах Сан-Мігель, Санта-Крус, Анакапа, Санта-Барбара, Сан-Клементе, Санта-Каталіна (США) та мексиканських Сан-Беніто, Коронадо та Сан-Єронімо. Найбільша колонія знаходиться на острові Санта-Барбара і містить 500—1250 пар. У негніздовий період птахи мандрують морем на північ сягаючи Орегону та Британської Колумбії.